# Johannes Lücke (NS-Opfer)
Johannes Lücke (* 18. Februar 1888 in Rengelrode, Provinz Sachsen; † 2. März 1933 in Bremen) war ein deutscher Maurer, Gewerkschaftler, Mitglied im Reichsbanner und das erste NS-Opfer in Bremen.

## Leben
Seine Eltern waren der Maurer Heinrich Lücke und Anna Maria, geb. Möhl. Lücke zog 1910 nach Bremen und organisierte sich gewerkschaftlich im Deutschen Baugewerksbund. Er war Mitglied der SPD und dort auch ehrenamtlich aktiv. Im Zuge der Weltwirtschaftskrise zu Beginn der 1930er-Jahre wurde er arbeitslos und engagierte sich im Reichsbanner Schwarz-Rot-Gold, dem er bereits seit mehreren Jahren angehörte.
Nach der Ernennung Hitlers zum Reichskanzler durch Reichspräsident Paul von Hindenburg am 30. Januar 1933 wurden Neuwahlen für den 5. März 1933 angesetzt. In der angeheizten Atmosphäre fand der Wahlkampf unter erschwerten Bedingungen statt. Am 1. März 1933 sicherte Lücke gemeinsam mit 80 Kameraden des Reichsbanners eine SPD-Wahlveranstaltung in den Centralhallen Bremen mit Alfred Faust als Redner gegen nationalsozialistische Übergriffe. SS-Angehörige passten nach der Veranstaltung Reichsbanner-Mitglieder ab und feuerten auf eine Gruppe auf dem Heimweg. Johannes Lücke wurde in den Rücken getroffen, erlag am folgenden Tag im Krankenhaus seinen schweren Schussverletzungen. Aufbahrung, Trauerfeier und die Beisetzung auf dem Waller Friedhof fanden unter großer Anteilnahme der Bevölkerung statt, obwohl der Trauerzug, an dem über 5000 Menschen teilnahmen, verboten wurde. Die Trauerrede hielt Hans Hackmack, der Bezirksleiter des Reichsbanners.

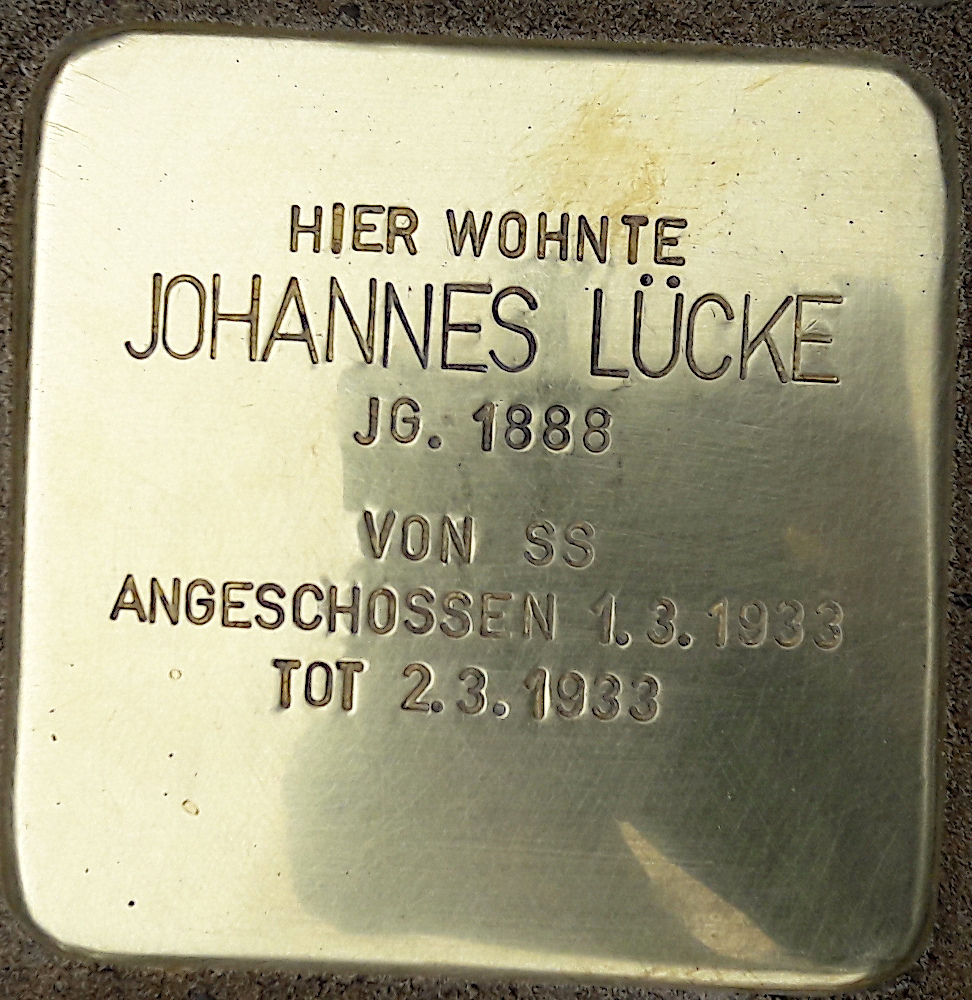
Stolperstein für Johannes Lücke in Bremen, Gröpelinger Heerstr. 76

Der Fahrradhändler, SS-Sturmbannführer, KZ-Leiter und spätere Bremer Staatsrat Otto Löblich wurde als mutmaßlicher Schütze zwar festgenommen, aber bereits am nächsten Tag wieder entlassen. Nach der NS-Amnestie vom 21. März 1933 stellte die Bremer Staatsanwaltschaft das Verfahren gegen Löblich und andere am 28. März 1933 ein, mit der Begründung, „dass die Straftaten im Kampf für die nationale Erhebung des deutschen Volkes begangen worden seien“. Einige Jahre nach dem Zusammenbruch des Nationalsozialismus wurde er erst 1950 verhaftet und im Mai 1952 vom Bremer Schwurgericht wegen gemeinschaftlichen vollendeten Totschlags in Tateinheit mit gemeinschaftlichem versuchtem Totschlag in zwei Fällen und wegen schweren Landfriedensbruchs zu sechs Jahren Zuchthaus verurteilt.

## Ehrungen
- Vor seinem letzten Wohnhaus in Bremen wurde 2018 ein Stolperstein verlegt.[2]